# Корен, Катя
Катя Корен (словен. Katja Koren; род. 6 августа 1975, Марибор) — словенская горнолыжница, призёр олимпийских игр, победительница этапа Кубка мира. Универсал, успешно выступала во всех дисциплинах горнолыжного спорта.
В Кубке мира Корен дебютировала 4 декабря 1993 года, а уже через 18 дней одержала свою единственную в карьере победу на этапе Кубка мира, в супергиганте. Кроме этого имеет на своём счету 4 попадания в тройку лучших на этапах Кубка мира, все в слаломе. Лучшим достижением в общем зачёте Кубка мира, является для Корен 12-е место в сезоне 1993/94.
На Олимпийских играх 1994 года в Лиллехаммере завоевала бронзовую медаль в слаломе, причём лидировала после первой попытки, но не очень удачно прошла вторую. Кроме этого принимала участие во всех остальных дисциплинах горнолыжной программы Олимпиады, в скоростном спуске была 10-й, в супергиганте 7-й, а в комбинации 6-й, в гигантском слаломе сошла в первой попытке.
За свою карьеру участвовала в двух чемпионатах мира, лучший результат 9-е место в комбинации на чемпионате мира 1996 года.
Завершила спортивную карьеру в 1998 году, в результате травмы спины. В дальнейшем активно занялась политикой, является членом Словенской демократической партии, избиралась в парламент Словении.

## Победы на этапах Кубка мира (1)
| № | Сезон   | Дата            | Место  | Дисциплина  |
| - | ------- | --------------- | ------ | ----------- |
| 1 | 1993/94 | 22 декабря 1993 | Флахау | Супергигант |